# Eliminación de las bolsas de plástico ligeras
Desde principios del siglo XXI ha aparecido un movimiento mundial por la eliminación de las bolsas de plástico ligeras. Las bolsas de plástico de un solo uso, normalmente fabricadas con plástico de polietileno de baja densidad (LDPE), han sido  entregadas tradicionalmente de forma gratuita a los clientes por las tiendas al comprar productos: las bolsas se han considerado durante mucho tiempo una forma cómoda, barata e higiénica de transportar artículos. Los problemas asociados a las bolsas de plástico incluyen el uso de recursos no renovables (como el petróleo, el gas y el carbón), las dificultades durante su eliminación y el impacto medioambiental. Paralelamente a la reducción de las bolsas de plástico ligeras, los comercios han introducido bolsas de la compra reutilizables.
Gobiernos de todo el mundo han tomado medidas para prohibir la venta de bolsas ligeras, cobrar a los clientes por estas o generar impuestos a las tiendas que las venden. El gobierno de Bangladés fue el primero en hacerlo en 2002, imponiendo una prohibición total de las bolsas de plástico ligeras. Entre 2010 y 2019, se triplicó el número de políticas públicas destinadas a eliminar las bolsas de plástico para llevar. A partir de 2022, se han introducido prohibiciones de este tipo en 94 países, con diferentes grados de aplicación, y 32 países imponen en cambio un cargo por bolsa. Otras jurisdicciones, como estados, condados o ciudades, también han promulgado prohibiciones y tasas.

## Problemas

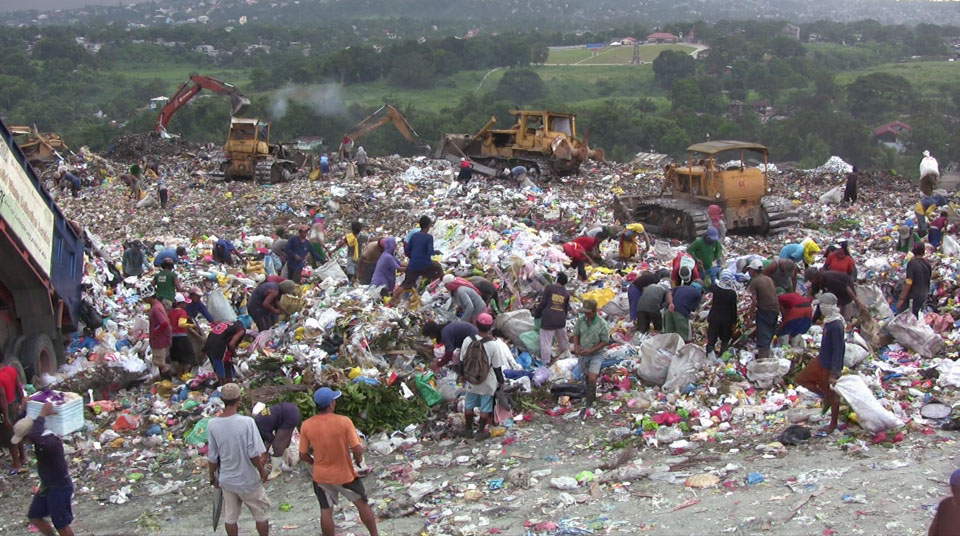
Residuos de plástico en un vertedero de Filipinas

Las bolsas de plástico causan muchos problemas ecológicos y medioambientales, tanto menores como mayores. El problema más general de las bolsas de plástico es la cantidad de residuos que producen. Muchas bolsas de plástico acaban en las calles y posteriormente contaminan las principales fuentes de agua, ríos y arroyos.

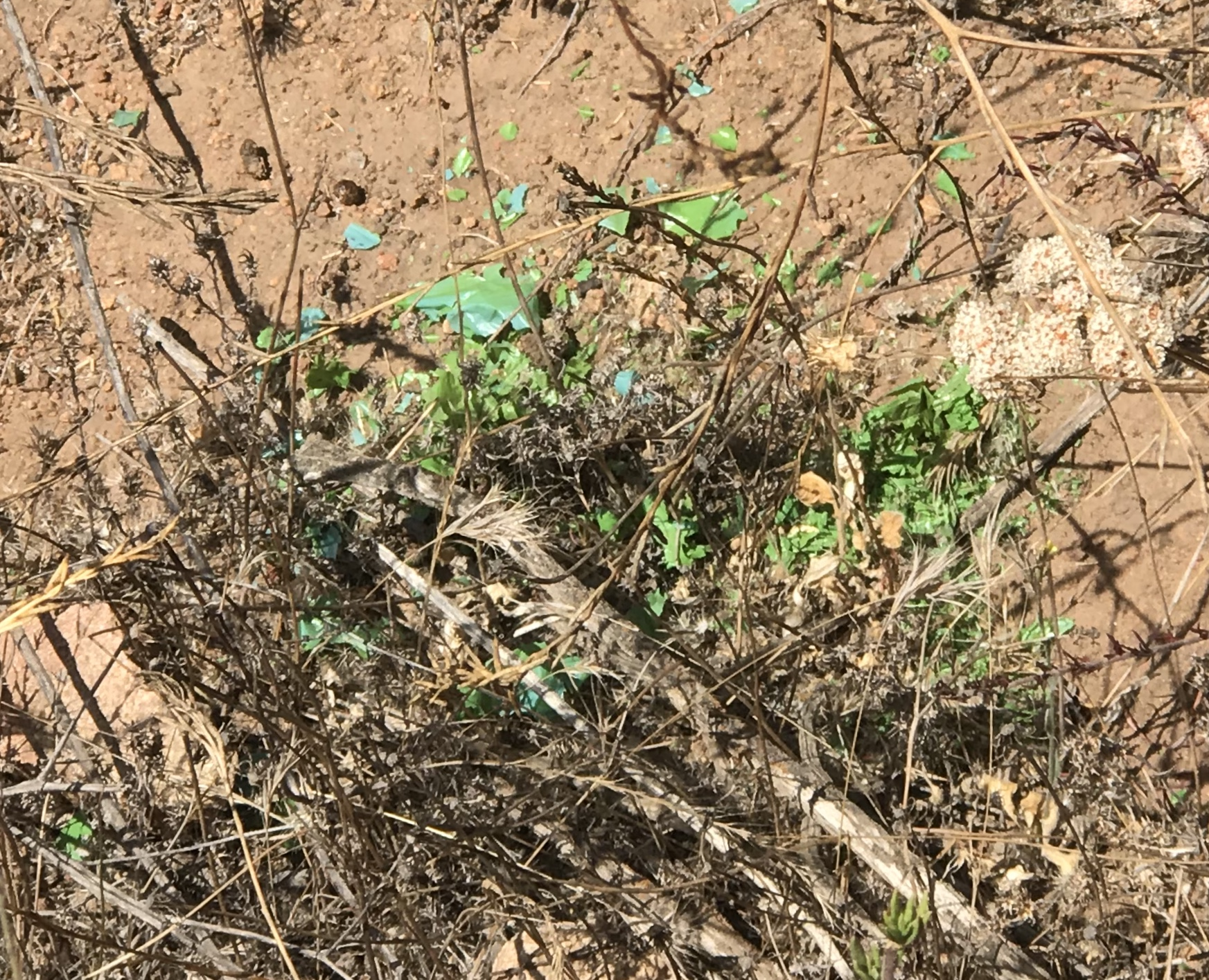
Bolsa de plástico fotodegradada adyacente a una ruta de senderismo. Aproximadamente 2000 piezas de 1 a 25 mm, tres meses de exposición al aire libre.

Incluso cuando se desechan correctamente, tardan muchos años en descomponerse, generando grandes cantidades de basura durante largos periodos de tiempo. Las bolsas desechadas incorrectamente han contaminado los cursos de agua, han obstruido las alcantarillas y se han encontrado en los océanos, afectando al ecosistema de las criaturas marinas. La ONU calcula que en 2050 habrá más plásticos que peces en los océanos, a no ser que los países propongan medidas urgentes para promover la producción, el uso y la gestión eficiente de los residuos de plástico a lo largo de su ciclo de vida.
Se ha descubierto que las bolsas de plástico contribuyen al calentamiento global. Una vez desechadas, si se exponen a la luz solar constante, la superficie de este plástico produce cantidades significativas de dos gases de efecto invernadero: metano y etileno. Además, debido a sus propiedades de baja densidad/alta ramificación, se descompone más fácilmente con el tiempo en comparación con otros plásticos, lo que da lugar a una mayor superficie expuesta y a una liberación acelerada de gases. La producción de estos gases traza de los plásticos vírgenes aumenta exponencialmente con la superficie/tiempo, por lo que el LDPE emite gases de efecto invernadero a un ritmo más insostenible en comparación con otros plásticos. Al final de una incubación de 212 días, se han registrado emisiones de 5,8 nmol g-1 d-1 de metano, 14,5 nmol g-1 d-1  de etileno, 3,9 nmol g-1 d-1  de etano y 9,7 nmol g-1 d-1  de propileno.
Dos tipos principales de daños directos a la fauna son el enredo y la ingestión. Los animales pueden enredarse y ahogarse. Las bolsas de plástico suelen ser ingeridas por animales que no pueden distinguirlas de la comida. Como resultado, obstruyen sus intestinos, lo que les provoca la muerte por inanición. Las bolsas de plástico pueden obstruir los desagües, atrapar a las aves y matar al ganado. El Fondo Mundial para la Naturaleza ha calculado que más de 100.000 ballenas, focas y tortugas mueren cada año por comer o quedar atrapadas por las bolsas de plástico. En la India, se calcula que mueren 20 vacas al día por ingerir bolsas de plástico y tener el sistema digestivo obstruido por ellas. También es muy común en África que las alcantarillas y los sistemas de drenaje estén obstruidos por las bolsas, lo que provoca graves casos de malaria debido al aumento de la población de mosquitos que viven en las alcantarillas inundadas. En China se ha acuñado el término "contaminación blanca" para describir los efectos locales y globales de las bolsas de plástico desechadas en el medio ambiente.
Las bolsas de plástico ligeras también llegan a los árboles y otras plantas y pueden confundirse con alimentos. Las bolsas de plástico se descomponen por degradación del polímero pero no por biodegradación. En consecuencia, todos los aditivos tóxicos que contienen -incluidos los retardantes de llama, los antimicrobianos y los plastificantes- se liberan en el medio ambiente. Muchas de esas toxinas afectan directamente a los sistemas endocrinos de los organismos, que controlan casi todas las células del cuerpo. Las investigaciones muestran que la "vida útil" media de una bolsa de plástico es de aproximadamente 20 años.
Las bolsas de plástico que se vierten en el Océano Pacífico pueden acabar en la Gran Mancha de Basura del Pacífico. El 80% de los residuos de plástico proceden de tierra firme; el resto, de plataformas petrolíferas y barcos. Los animales marinos pueden comerlos y bloquear sus conductos respiratorios y sistemas digestivos. Las bolsas de plástico no sólo se suman a la gran mancha de basura del Pacífico, sino que pueden ser arrastradas a la costa de todo el mundo.

## Métodos
Los dos métodos más populares para eliminar las bolsas de plástico ligeras son las tasas y las prohibiciones. Se dice que la estrategia del cobro tiene los mismos resultados en la reducción de las bolsas de plástico que la prohibición de las mismas, con la ventaja adicional de crear una nueva fuente de ingresos. El método de cobro por las bolsas de plástico también protege la elección del consumidor, cosa que no hace la prohibición.
El reciclaje de las bolsas de plástico puede ser otro método de eliminación progresiva. Sin embargo, un gran problema con el reciclaje es que sólo el 5% de las bolsas de plástico llegan a las instalaciones de reciclaje. Incluso cuando las bolsas se llevan a estos contenedores e instalaciones de reciclaje, a menudo salen volando de estos contenedores o camiones de reciclaje y terminan como basura en las calles. Otro problema del reciclaje es que las bolsas se fabrican con tipos de plásticos diferentes pero estéticamente similares. Las bolsas pueden estar hechas de bioplásticos o de plásticos biodegradables, y si se combinan accidentalmente en un compost, los bioplásticos podrían contaminar el compost biodegradable. Estas bolsas también pueden atascar los equipos de reciclaje cuando se mezclan con otros tipos de plástico, lo que puede ser costoso de reparar. Por ejemplo, los costes de las reparaciones rondan el millón de dólares al año en San José (California).
Los particulares también pueden participar en la defensa de sus derechos ante los funcionarios y comerciantes locales. Con el aumento del ecoturismo y los turismo, hay muchas oportunidades para decir no al plástico.

## Impacto
Según un estudio de 2018 publicado en el American Economic Journal: Economic Policy, un impuesto de cinco céntimos sobre las bolsas desechables redujo el uso de las mismas en 40 puntos porcentuales. Según una revisión de 2019 de los estudios existentes, los gravámenes e impuestos provocaron una reducción del 66% del uso en Dinamarca, más del 90% en Irlanda, entre el 74 y el 90% en Sudáfrica, Bélgica, Hong Kong, Washington D. C., Santa Bárbara, el Reino Unido y Portugal, y alrededor del 50% en Botsuana y China.
Un estudio de 2019 publicado en el Journal of Environmental Economics and Management descubrió que la aplicación de la prohibición de las bolsas de plástico para llevar en California condujo a una reducción de 40 millones de libras de plástico, pero, al mismo tiempo, los californianos adquirieron 12 millones de libras de plástico a través de la compra de bolsas de basura. El estudio demostró que, antes de la introducción de la prohibición, entre el 12% y el 22% de las bolsas de plástico para llevar se reutilizaban como bolsas de basura.

## Crítica
La prohibición de las bolsas de plástico puede dar lugar a un mayor mercado negro de bolsas de plástico. La producción de algunas bolsas que no son de plástico (por ejemplo, de papel, de algodón, que utilizan plástico virgen como el que tiene un grosor de 50 micras) puede producir más emisiones de gases de efecto invernadero que las bolsas de plástico, lo que significa que las emisiones de gases de efecto invernadero pueden aumentar en neto tras las prohibiciones de las bolsas de plástico. Además, las prohibiciones pueden provocar un aumento significativo de las ventas de bolsas de basura.: 1 

## Legislación en el mundo

### Resumen

Eliminación de las bolsas de plástico ligeras en todo el mundo (las leyes aprobadas pero que aún no han entrado en vigor no aparecen en el mapa)
Prohibición de las bolsas de plástico
Una tasa sobre algunas bolsas de plástico
Acuerdo de tasa voluntaria
Tasa parcial o prohibición (niveles municipal o regional)

| Clave | País                            | Grupo Regional de las Naciones Unidas | Legislación                      | Notas | Referencias                                                                                     |
| ----- | ------------------------------- | ------------------------------------- | -------------------------------- | --- | ----------------------------------------------------------------------------------------------- |
|       | Afganistán                      | Asia-Pacífico                         | Prohibición                      | | [ 25 ]                                                                                          |
|       | Albania                         | Europa del Este                       | Prohibición                      | Desde 2018. | [ 26 ]                                                                                          |
|       | Alemania                        | Europa occidental y otros             | Prohibición                      | Desde 2022. | [ 27 ]                                                                                          |
|       | Andorra                         | Europa occidental y otros             | Prohibición                      | Desde 2017. | [ 28 ]                                                                                          |
|       | Antigua y Barbuda               | América latina                        | Prohibición                      | | [ 29 ]                                                                                          |
|       | Argentina                       | América latina                        | Prohibición regional             | Prohibidas en varias provincias y ciudades. | [ 30 ]                                                                                          |
|       | Armenia                         | Europa del Este                       | Prohibición                      | Desde 2022. | [ 31 ]                                                                                          |
|       | Australia                       | Europa occidental y otros             | Prohibición regional             | Se prohíben las bolsas de plástico ligeras en todos los estados y territorios (excepto en Nueva Gales del Sur, donde entra en vigor la prohibición a partir del 1 de junio de 2022). Las bolsas de plástico ligeras han sido sustituidas por bolsas reutilizables gruesas de 15 céntimos en las dos principales cadenas de supermercados de todos los estados y territorios, incluido Nueva Gales del Sur. Isla de Norfolk tiene un acuerdo voluntario con los minoristas. | [ 32 ] [ 33 ] [ 34 ] [ 35 ] [ 36 ] [ 37 ] [ 38 ]                                                |
|       | Austria                         | Europa occidental y otros             | Prohibición                      | Desde 2020. | [ 39 ]                                                                                          |
|       | Azerbaiyán                      | Europa del Este                       | Prohibición                      | Desde 2021. | [ 40 ]                                                                                          |
|       | Bahamas                         | América latina                        | Prohibición                      | Desde el 1 de julio de 2020. | [ 41 ]                                                                                          |
|       | Baréin                          | Asia-Pacífico                         | Prohibición                      | Desde el 21 de julio de 2019. | [ 42 ]                                                                                          |
|       | Bangladés                       | Asia-Pacífico                         | Prohibición                      | Desde 2002. | [ 43 ]                                                                                          |
|       | Barbados                        | América Latina                        | Prohibición                      | Desde abril de 2019. | [ 44 ]                                                                                          |
|       | Bélgica                         | Europa occidental y otros             | Prohibición                      | Desde 2016 en Valonia, 2017 en Bruselas, 2019 en Flandes. | [ 45 ] [ 46 ]                                                                                   |
|       | Belice                          | América latina                        | Prohibición                      | Desde el 22 de abril de 2019 (Earth Day). | [ 47 ] [ 48 ]                                                                                   |
|       | Benín                           | África                                | Prohibición                      | Desde noviembre de 2017. | [ 49 ] [ 50 ]                                                                                   |
|       | Bielorrusia                     | Europa del Este                       |                                  | Se está estudiando la posibilidad de cobrar. | [ 51 ]                                                                                          |
|       | Bolivia                         | América del Sur                       | Prohibición regional             | Prohibidas en La Paz. | [ 52 ]                                                                                          |
|       | Bosnia y Herzegovina            | Europa del Este                       | Pago por bolsa                   | | [ 25 ]                                                                                          |
|       | Botsuana                        | África                                | Prohibición                      | Desde noviembre de 2018. | [ 53 ]                                                                                          |
|       | Brasil                          | América latina                        | Prohibición regional             | Prohibidas en Sao Paulo y en el estado de río de Janeiro. | [ 54 ] [ 55 ]                                                                                   |
|       | Brunéi                          | Asia-Pacífico                         | Pago voluntario                  | | [ 56 ]                                                                                          |
|       | Bulgaria                        | Europa del Este                       | Pago por bolsa                   | | [ 57 ]                                                                                          |
|       | Burkina Faso                    | África                                | Prohibición                      | Desde 2015. | [ 58 ] [ 50 ]                                                                                   |
|       | Burundi                         | África                                | Prohibición                      | Desde el 22 de agosto de 2019. | [ 59 ]                                                                                          |
|       | Bután                           | Asia-Pacífico                         | Prohibición                      | | [ 60 ]                                                                                          |
|       | Camboya                         | Asia-Pacífico                         | Tasa                             | Desde octubre de 2017. | [ 61 ]                                                                                          |
|       | Camerún                         | África                                | Prohibición                      | Desde abril de 2014. | [ 62 ]                                                                                          |
|       | Cabo Verde                      | África                                | Prohibición                      | Desde 2017. | [ 63 ] [ 50 ]                                                                                   |
|       | Canadá                          | Europa occidental y otros             | Prohibición regional             | Prohibidas en tres provincias. Tasa en los Territorios del Noroeste. Prohibiciones en varios municipios. Prohibición total prevista para 2022. | [ 64 ]                                                                                          |
|       | República Centroafricana        | África                                | Prohibición                      | Desde 2021. | [ 65 ]                                                                                          |
|       | Chad                            | África                                | Prohibición regional             | Prohibidas en Yamena. | [ 66 ]                                                                                          |
|       | Chile                           | América latina                        | Prohibición                      | Desde febrero de 2019. | [ 67 ]                                                                                          |
|       | China                           | Asia-Pacífico                         | Prohibición                      | Desde 2022. Tasa aplicada desde junio de 2008. Sustituida por la prohibición, excluyendo los mercados de productos frescos hasta 2025. Hong Kong y Macao aplican una tasa. | [ 68 ] [ 69 ] [ 70 ] [ 71 ] [ 72 ]                                                              |
|       | Chipre                          | Europa occidental y otros             | Tasa                             | Desde 2018. | [ 73 ]                                                                                          |
|       | Ciudad del Vaticano             | Europa occidental y otros             | Prohibición                      | Desde 2019. | [ 74 ]                                                                                          |
|       | Colombia                        | América latina                        | Prohibición                      | Desde julio de 2017. Cargo aplicado a las bolsas reutilizables. | [ 75 ] [ 76 ]                                                                                   |
|       | Comoras                         | África                                | Prohibición                      | Desde abril de 2018. | [ 77 ]                                                                                          |
|       | Corea del Sur                   | Asia-Pacífico                         | Prohibición                      | Desde agosto de 2018. | [ 78 ]                                                                                          |
|       | Costa de Marfil                 | África                                | Prohibición                      | Desde 2014. | [ 79 ] [ 50 ]                                                                                   |
|       | Costa Rica                      | América latina                        | Prohibición                      | Desde 2021. | [ 80 ] [ 81 ]                                                                                   |
|       | República Democrática del Congo | África                                | Prohibición                      | Desde 2018. | [ 82 ]                                                                                          |
|       | República del Congo             | África                                | Prohibición                      | Desde 2011. | [ 83 ]                                                                                          |
|       | Croacia                         | Europa del Este                       | Prohibición                      | Desde 2022. | [ 84 ]                                                                                          |
|       | República Checa                 | Europa del Este                       | Tasa                             | Desde 2018 | [ 85 ]                                                                                          |
|       | Dinamarca                       | Europa occidental y otros             | Tasa                             | Un impuesto sobre las bolsas de plástico desde 1993. También existe un impuesto en Groenlandia. | [ 86 ] [ 87 ]                                                                                   |
|       | Dominica                        | América del Norte                     | Prohibición                      | Desde 2019. | [ 88 ]                                                                                          |
|       | Ecuador                         | América latina                        | Tasa                             | Desde el 9 de mayo de 2020. Prohibidas en las Islas Galápagos. | [ 89 ] [ 90 ]                                                                                   |
|       | Egipto                          | África                                | Prohibición regional             | Prohibidas en la Gobernación del Mar Rojo. | [ 91 ]                                                                                          |
|       | Emiratos Árabes Unidos          | Asia-Pacífico                         |                                  | Prohibición prevista en Abu Dhabi para 2021. | [ 92 ]                                                                                          |
|       | Eritrea                         | África                                | Prohibición                      | Desde 2005. | [ 93 ]                                                                                          |
|       | Eslovaquia                      | Europa del Este                       | Tasa                             | Desde marzo de 2017. | [ 86 ]                                                                                          |
|       | Eslovenia                       | Europa del Este                       | Tasa                             | Desde 2019. | [ 94 ]                                                                                          |
|       | España                          | Europa occidental y otros             | Tasa                             | Desde julio de 2018. Prohibidas en las Islas Baleares desde 2020. | [ 95 ] [ 96 ]                                                                                   |
|       | Estados Unidos                  | Europa occidental y otros             | Prohibiciones regionales y tasas | Prohibidas en nueve estados (uno de facto) y cinco territorios. Cobros en Washington D. C. Prohibición que entrará en vigor en Nueva Jersey en mayo de 2022 y en Colorado en 2024. Prohibiciones y cobros en varios municipios. |                                                                                                 |
|       | Estonia                         | Europa del Este                       | Tasa                             | Desde julio de 2017. | [ 86 ]                                                                                          |
|       | Etiopía                         | África                                | Prohibición regional             | | [ 97 ]                                                                                          |
|       | Fiyi                            | Asia-Pacífico                         | Prohibición                      | Desde 2020. | [ 98 ]                                                                                          |
|       | Filipinas                       | Asia-Pacífico                         | Prohibición regional y tasas     | Prohibidas en determinadas ciudades de Metro Manila, excepto Taguig, Malabon, Caloocan, Valenzuela, Navotas, San Juan y Parañaque. | [ 99 ] [ 100 ] [ 101 ] [ 102 ] [ 103 ]                                                          |
|       | Finlandia                       | Europa occidental y otros             | Pago voluntario                  | | [ 104 ] [ 86 ]                                                                                  |
|       | Francia                         | Europa occidental y otros             | Prohibición                      | Desde julio de 2016. También están prohibidas en Ultramar. | [ 105 ] [ 106 ] [ 107 ] [ 108 ] [ 109 ]                                                         |
|       | Gabón                           | África                                | Prohibición                      | Desde 2010. | [ 110 ]                                                                                         |
|       | Gambia                          | África                                | Prohibición                      | Desde 2015. | [ 111 ] [ 50 ]                                                                                  |
|       | Georgia                         | Europa del Este                       | Prohibición                      | Desde 2017. | [ 112 ]                                                                                         |
|       | Granada                         | América latina                        | Prohibición                      | Desde febrero de 2019. | [ 113 ]                                                                                         |
|       | Grecia                          | Europa occidental y otros             | Pago por bolsa                   | Desde 2018. | [ 114 ]                                                                                         |
|       | Guatemala                       | América latina                        | Prohibición                      | Desde 2021. | [ 115 ]                                                                                         |
|       | Guinea-Bisáu                    | África                                | Prohibición                      | Desde 2016. | [ 116 ] [ 50 ]                                                                                  |
|       | Guyana                          | América latina                        | Prohibición                      | Desde 2021. | [ 117 ]                                                                                         |
|       | Haití                           | América latina                        | Prohibición                      | | [ 118 ] [ 48 ]                                                                                  |
|       | Honduras                        | América latina                        | Prohibición regional             | Prohibidas en el Departamento de Islas de la Bahía. | [ 119 ]                                                                                         |
|       | Hungría                         | Europa del Este                       | Tasa                             | Desde 2012. | [ 86 ]                                                                                          |
|       | India                           | Asia-Pacífico                         | Prohibición                      | Desde 2002. También se prohíbe a nivel regional debido a su escasa aplicación. | [ 5 ] [ 120 ]                                                                                   |
|       | Indonesia                       | Asia-Pacífico                         | Prohibiciones y tasas regionales | Cobros en 23 ciudades. Prohibido en Bali desde junio de 2019 y en Yakarta desde julio de 2020. | [ 121 ] [ 122 ] [ 123 ] [ 124 ]                                                                 |
|       | Irlanda                         | Europa occidental y otros             | Tasa                             | Desde marzo de 2002 se ha añadido un impuesto de 0,15 euros a todas las bolsas de plástico. Desde que se añadieron estas tasas, se ha producido una reducción del 90% en el uso de bolsas de plástico. | [ 125 ] [ 126 ]                                                                                 |
|       | Islandia                        | Europa occidental y otros             | Prohibición                      | Desde 2021. | [ 127 ]                                                                                         |
|       | Islas Marshall                  | Asia-Pacífico                         | Prohibición                      | | [ 128 ]                                                                                         |
|       | Islas Salomón                   | Asia-Pacífico                         | Prohibición regional             | Prohibidas en Provincia Occidental. | [ 129 ]                                                                                         |
|       | Israel                          | Europa occidental y otros             | Tasa                             | Desde enero de 2017. | [ 130 ]                                                                                         |
|       | Italia                          | Europa occidental y otros             | Prohibición                      | Desde enero de 2011. | [ 131 ]                                                                                         |
|       | Jamaica                         | América latina                        | Prohibición                      | Desde enero de 2019. | [ 132 ] [ 48 ]                                                                                  |
|       | Japón                           | Asia-Pacífico                         | Tasa                             | Desde julio de 2020. | [ 133 ] [ 134 ] [ 135 ]                                                                         |
|       | Kazajistán                      | Asia-Pacífico                         |                                  | Se está considerando la posibilidad de prohibirlas. | [ 136 ]                                                                                         |
|       | Kenia                           | África                                | Prohibición                      | Desde el 28 de agosto de 2017. | [ 137 ]                                                                                         |
|       | Kiribati                        | Asia-Pacífico                         | Prohibición                      | Desde octubre de 2020. | [ 138 ]                                                                                         |
|       | Kirguistán                      | Asia-Pacífico                         |                                  | Se está considerando la posibilidad de prohibirla. | [ 139 ]                                                                                         |
|       | Letonia                         | Europa del Este                       | Tasa                             | Desde enero de 2019. | [ 140 ]                                                                                         |
|       | Líbano                          | Asia-Pacífico                         | Prohibición regional             | Prohibido en Byblos. | [ 141 ]                                                                                         |
|       | Lituania                        | Europa del Este                       | Tasa                             | Desde el 31 de diciembre de 2018. | [ 86 ]                                                                                          |
|       | Luxemburgo                      | Europa occidental y otros             | Tasa                             | | [ 86 ] [ 104 ]                                                                                  |
|       | Macedonia del Norte             | Europa del Este                       | Tasa                             | Desde 2009. | [ 142 ] [ 143 ]                                                                                 |
|       | Madagascar                      | África                                | Prohibición                      | Desde 2015. | [ 144 ]                                                                                         |
|       | Malasia                         | Asia-Pacífico                         | Tasa regional.                   | Tasas en dos estados. | [ 145 ] [ 146 ]                                                                                 |
|       | Malaui                          | África                                |                                  | Prohibiciones revocadas varias veces. | [ 77 ]                                                                                          |
|       | Maldivas                        | Asia-Pacífico                         | Prohibición                      | Desde junio de 2021. | [ 147 ]                                                                                         |
|       | Mali                            | África                                | Prohibición                      | | [ 148 ] [ 50 ]                                                                                  |
|       | Malta                           | Europa occidental y otros             | Prohibición                      | Desde 2022. | [ 86 ] [ 149 ]                                                                                  |
|       | Marruecos                       | África                                | Prohibición                      | Desde julio de 2016. | [ 150 ]                                                                                         |
|       | Mauritania                      | África                                | Prohibición                      | Desde 2013. | [ 151 ]                                                                                         |
|       | Mauricio                        | África                                | Prohibición                      | Desde 2016. | [ 152 ]                                                                                         |
|       | México                          | América latina                        | Prohibición regional             | Prohibidas en 18 estados y en la Ciudad de México. | [ 153 ] [ 154 ] [ 155 ]                                                                         |
|       | Estados Federados de Micronesia | Asia-Pacífico                         | Prohibición                      | Desde el 31 de diciembre de 2020. | [ 128 ] [ 156 ] [ 157 ] [ 158 ]                                                                 |
|       | Moldavia                        | Europa del Este                       | Prohibición                      | Desde 2021. | [ 159 ]                                                                                         |
|       | Mónaco                          | Europa occidental y otros             | Prohibición                      | Desde 2016. | [ 160 ]                                                                                         |
|       | Mongolia                        | Asia-Pacífico                         | Prohibición                      | Desde marzo de 2019. | [ 161 ]                                                                                         |
|       | Montenegro                      | Europa del Este                       |                                  | Se ha propuesto la prohibición. | [ 162 ]                                                                                         |
|       | Mozambique                      | África                                | Tasa                             | Desde el 5 de febrero de 2016. | [ 163 ]                                                                                         |
|       | Birmania                        | Asia-Pacífico                         | Prohibición regional             | Prohibidas en Yangon. | [ 164 ]                                                                                         |
|       | Namibia                         | África                                | Prohibición regional             | Prohibidas en lugares protegidos. Tasa aprobada pero no aplicada. | [ 77 ] [ 165 ]                                                                                  |
|       | Nauru                           | Asia-Pacífico                         | Prohibición                      | Desde el 23 de abril de 2021. | [ 166 ]                                                                                         |
|       | Nepal                           | Asia-Pacífico                         | Prohibición                      | | [ 167 ]                                                                                         |
|       | Níger                           | África                                | Prohibición                      | | [ 168 ] [ 50 ]                                                                                  |
|       | Nigeria                         | África                                | Prohibición                      | | [ 169 ] [ 50 ]                                                                                  |
|       | Noruega                         | Europa occidental y otros             | Voluntary Tasa                   | | [ 170 ]                                                                                         |
|       | Nueva Zelanda                   | Europa occidental y otros             | Prohibición                      | Desde julio de 2019. También están prohibidas en Niue. Prohibición prevista en las Islas Cook. | [ 171 ] [ 172 ] [ 173 ]                                                                         |
|       | Omán                            | Asia-Pacífico                         | Prohibición                      | Desde 2021. | [ 174 ]                                                                                         |
|       | Países Bajos                    | Europa occidental y otros             | Tasa                             | Desde 2016. Prohibido en Aruba, Sint Maarten y Caribe Holandés. | [ 175 ] [ 176 ] [ 177 ] [ 178 ] [ 179 ]                                                         |
|       | Pakistán                        | Asia-Pacífico                         | Prohibición                      | Prohibidas de forma independiente en cada una de las provincias y territorios del país desde 1994 hasta 2019. | [ 180 ] [ 181 ] [ 182 ] [ 183 ]                                                                 |
|       | Palaos                          | Asia-Pacífico                         | Prohibición                      | | [ 184 ]                                                                                         |
|       | Panamá                          | América Latina                        | Prohibición                      | Desde el 20 de julio de 2019. | [ 185 ]                                                                                         |
|       | Papúa Nueva Guinea              | Asia-Pacífico                         | Prohibición                      | Desde 2016. | [ 186 ] [ 187 ]                                                                                 |
|       | Perú                            | América Latina                        | Tasa                             | Desde agosto de 2019. | [ 188 ] [ 189 ]                                                                                 |
|       | Polonia                         | Europa del Este                       | Tasa                             | Desde 2018. | [ 190 ]                                                                                         |
|       | Portugal                        | Europa occidental y otros             | Tasa                             | Desde 2016. | [ 191 ]                                                                                         |
|       | Reino Unido                     | Europa occidental y otros             | Tasa                             | Gales desde 2011, Irlanda del Norte desde 2013, Escocia desde 2014 e Inglaterra desde 2015. Prohibidas en Alderney, Anguilla, Gibraltar e Islas Turcas y Caicos. Tasa voluntaria en las Islas Malvinas. Prohibición prevista en el Territorio Británico del Océano Índico, la Isla de Man y Jersey. Tasa en Santa Elena. | [ 192 ] [ 193 ] [ 194 ] [ 195 ] [ 196 ] [ 197 ] [ 198 ] [ 199 ] [ 200 ] [ 201 ] [ 202 ] [ 203 ] |
|       | Ruanda                          | África                                | Prohibición                      | Desde 2008. | [ 204 ]                                                                                         |
|       | Rumania                         | Europa del Este                       | Prohibición                      | Desde 2019. | [ 86 ]                                                                                          |
|       | Rusia                           | Europa del Este                       |                                  | Prohibición prevista para 2024. | [ 205 ]                                                                                         |
|       | Samoa                           | Asia-Pacífico                         | Prohibición                      | Desde 2019. | [ 206 ]                                                                                         |
|       | San Marino                      | Europa occidental y otros             | Prohibición                      | Desde el 1 de junio de 2021. | [ 207 ]                                                                                         |
|       | San Vicente y las Granadinas    | América Latina                        | Prohibición                      | Desde agosto de 2020. | [ 208 ]                                                                                         |
|       | Santo Tomé y Príncipe           | África                                |                                  | Prohibición prevista. | [ 209 ]                                                                                         |
|       | Senegal                         | África                                | Prohibición                      | Desde abril de 2015. | [ 210 ] [ 50 ]                                                                                  |
|       | Serbia                          | Europa del Este                       | Tasa                             | Desde 2018. Prohibidas en Belgrado. | [ 211 ] [ 212 ]                                                                                 |
|       | Seychelles                      | África                                | Prohibición                      | Desde 2017. | [ 213 ]                                                                                         |
|       | Somalia                         | África                                | Prohibición regional             | Prohibidas en Somalilandia. | [ 214 ] [ 215 ] [ 216 ] [ 217 ] [ 218 ]                                                         |
|       | Sudáfrica                       | África                                | Tasa                             | Desde 2004. | [ 219 ] [ 220 ]                                                                                 |
|       | Sri Lanka                       | Asia                                  | Prohibición                      | Desde 2017. | [ 221 ]                                                                                         |
|       | Sudán                           | África                                | Prohibición regional             | Prohibidas en Estado de Jartum. | [ 222 ]                                                                                         |
|       | Sudán del Sur                   | África                                | Prohibición                      | | [ 223 ]                                                                                         |
|       | Suecia                          | Europa occidental y otros             | Tasa                             | | [ 224 ]                                                                                         |
|       | Suiza                           | Europa occidental y otros             | Tasa voluntaria                  | Prohibidas en Ginebra desde 2020. Tasa voluntaria en cualquier otro lugar del país. | [ 225 ] [ 226 ] [ 227 ]                                                                         |
|       | Tailandia                       | Asia-Pacífico                         | Prohibición                      | Desde 2021. | [ 228 ] [ 229 ]                                                                                 |
|       | Taiwán                          | Asia-Pacífico                         | Tasa                             | Desde 2003. Prohibición prevista para 2030. | [ 230 ] [ 231 ] [ 232 ] [ 233 ]                                                                 |
|       | Tanzania                        | África                                | Prohibición                      | Desde junio de 2019. | [ 234 ] [ 235 ]                                                                                 |
|       | Timor Oriental                  | Asia-Pacífico                         | Prohibición                      | Desde el 23 de febrero de 2021. | [ 236 ]                                                                                         |
|       | Togo                            | África                                | Prohibición                      | Desde julio de 2018. | [ 237 ] [ 50 ]                                                                                  |
|       | Túnez                           | África                                | Prohibición                      | Desde marzo de 2017. | [ 238 ]                                                                                         |
|       | Turquía                         | Europa occidental y otros             | Tasa                             | También se prohíbe en algunas regiones. El norte de Chipre, controlado por Turquía, también aplica una tasa. | [ 239 ] [ 240 ] [ 241 ]                                                                         |
|       | Tuvalu                          | Asia-Pacífico                         | Prohibición                      | Desde agosto de 2019. | [ 242 ]                                                                                         |
|       | Ucrania                         | Europa del Este                       | Prohibición                      | Desde el 10 de diciembre de 2021. | [ 243 ] [ 244 ]                                                                                 |
|       | Uganda                          | África                                | Prohibición                      | Desde agosto de 2007. | [ 245 ]                                                                                         |
|       | Uruguay                         | América del Sur                       | Prohibición                      | Desde julio de 2019. | [ 246 ]                                                                                         |
|       | Uzbekistán                      | Asia-Pacífico                         | Tasa                             | Desde 2019. | [ 247 ]                                                                                         |
|       | Vanuatu                         | Asia-Pacífico                         | Prohibición                      | Desde el 31 de enero de 2018. | [ 248 ]                                                                                         |
|       | Yemen                           | Asia-Pacífico                         | Prohibición                      | | [ 25 ]                                                                                          |
|       | Yibuti                          | África                                | Prohibición                      | | [ 25 ]                                                                                          |
|       | Zambia                          | África                                |                                  | Prohibición anunciada pero no aplicada. | [ 77 ]                                                                                          |
|       | Zimbabue                        | África                                | Prohibición                      | | [ 25 ]                                                                                          |

### África

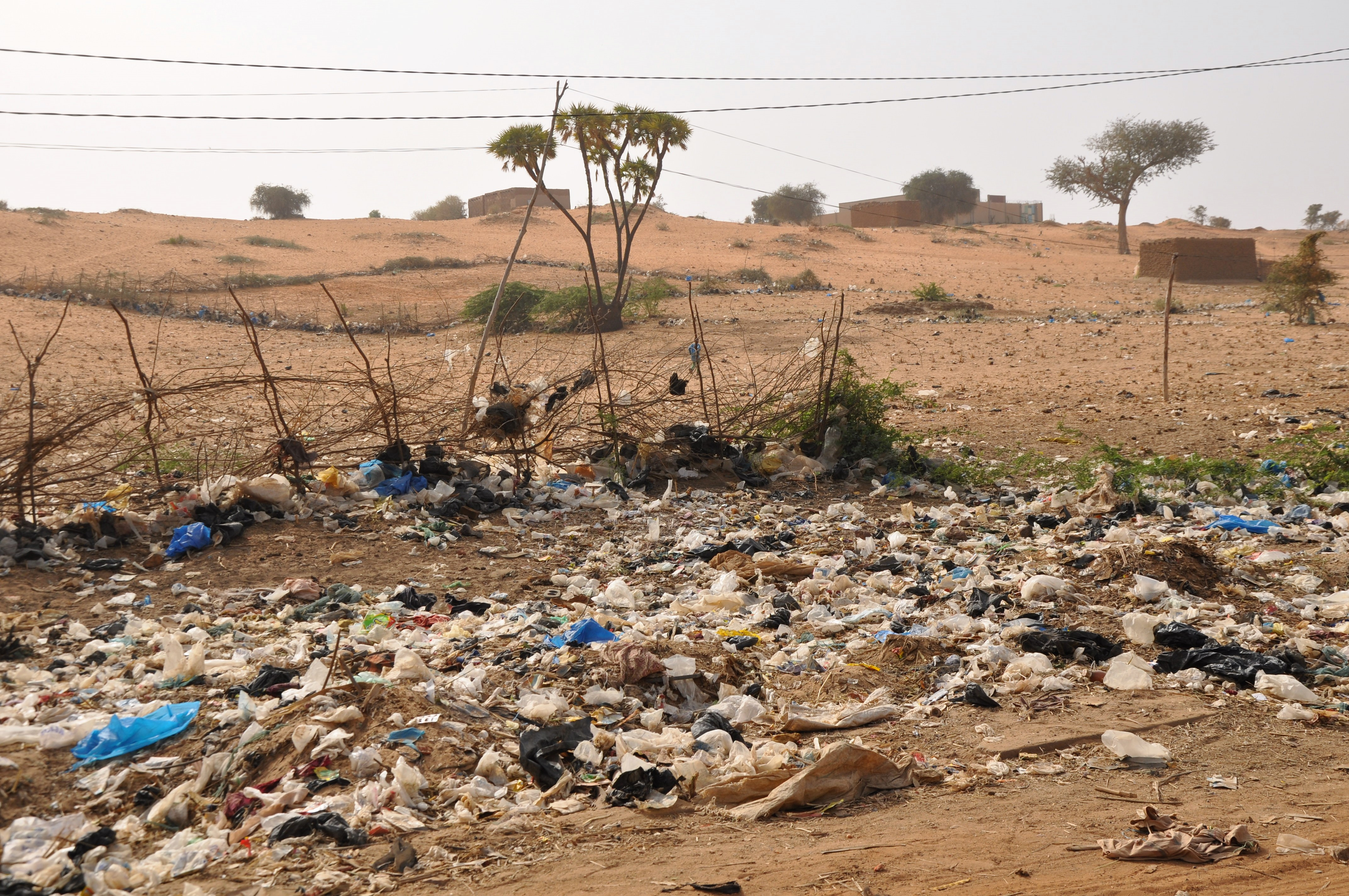
Residuos de plástico en Karey Gorou, Níger

#### Kenia
Kenia hizo el primer intento de prohibir la fabricación e importación de bolsas de plástico en 2007 y 2011 como forma de proteger el medio ambiente. La prohibición de 2007 y 2011, dirigida a los plásticos de menos de 30 micras, fracasó después de que los fabricantes y los comercios minoristas amenazaran con trasladar a los consumidores el coste de utilizar otros materiales. En 2017, la secretaria del gabinete de Medio Ambiente y Recursos Naturales, la profesora Judy Wakhungu, prohibió el uso, la fabricación y la importación de todas las bolsas de plástico utilizadas para el envasado comercial y doméstico mediante el aviso del Boletín Oficial número 2356. El 28 de agosto de 2017 Kenia comenzó a aplicar una prohibición en todo el país de las bolsas de plástico de un solo uso. Las bolsas de envases primarios, las bolsas de residuos hospitalarios y las bolsas de basura han quedado exentas de la prohibición. La prohibición ha sido aclamada como una de las más estrictas del mundo, con multas de hasta 40000 dólares, o cuatro años de prisión.
El presidente Uhuru Kenyatta en 2019, durante el Día Mundial del Medio Ambiente, consolidó aún más los esfuerzos de Kenia en la lucha contra la contaminación por plástico y en la gestión sostenible de los residuos al prohibir los plásticos de un solo uso en las áreas naturales protegidas. La prohibición, que entró en vigor el 5 de junio de 2020, prohíbe el uso de plásticos en los parques nacionales, las playas, los bosques y las zonas de conservación.

#### Nigeria
En mayo de 2019 la Cámara de Representantes de Nigeria prohibió la producción, importación y uso de bolsas de plástico en el país.

#### Somalia
Las bolsas de plástico fueron prohibidas en la autoproclamada República de Somalilandia el 1 de marzo de 2005, tras un periodo de gracia de 120 días que el gobierno había dado al público para deshacerse de sus existencias. El Ministerio de Comercio e Industria anunció la decisión del gabinete en un decreto titulado: "Prohibición de la importación, producción y uso de bolsas de plástico en el país". Las bolsas habían recibido el apodo de "la flor de Hargeysa", ya que muchas de ellas acababan siendo arrastradas por el viento y quedaban atascadas en árboles y arbustos, lo que suponía un peligro para el ganado, ya que los animales que se alimentan de las hojas suelen ingerir las bolsas accidentalmente. En 2015 se repitió la prohibición mediante el Decreto Presidencial n.º JSL/M/XERM/249-3178/042015, estableciendo de nuevo un periodo de gracia de 120 días para deshacerse de las existencias. Para garantizar la aplicación de la prohibición, el gobierno constituyó en 2016 equipos de ejecución para llevar a cabo campañas especiales que inician sondeos en los puestos de venta. Al menos 1000 hombres y mujeres uniformados se desplegaron en los principales mercados y centros comerciales. El gobierno anunció multas contra los infractores que siguieran vendiendo bolsas de plástico en el país.

#### Sudáfrica
Las bolsas de plástico eran una gran preocupación en Sudáfrica antes de que se introdujera la tasa sobre las bolsas en 2004. Las bolsas nunca se prohibieron, pero se introdujo un gravamen que debía pagar el fabricante de bolsas de plástico. Las bolsas de plástico más gruesas están gravadas y, aunque esta medida causó inicialmente indignación entre los consumidores y un descenso inicial de los volúmenes, el uso por parte de los consumidores ha aumentado continuamente hasta alcanzar varios miles de millones de bolsas de plástico para la compra cada año.

#### Tanzania
El Gobierno Revolucionario de Zanzíbar prohibió las bolsas de plástico en 2005. Tanzania introdujo planes para aplicar una prohibición de las bolsas de plástico en todo el país en 2006. Sin embargo, su ratificación se retrasó durante más de diez años. La prohibición entró finalmente en vigor el 1 de junio de 2019.

#### Túnez
Túnez prohibió la distribución de bolsas de plástico en los supermercados a partir del 1 de marzo de 2017. Se firmó un acuerdo entre el Ministerio de Asuntos Locales y Medio Ambiente y las grandes cadenas de supermercados del país para promulgar la primera fase de un proceso destinado a reducir el consumo de bolsas de plástico. Los activistas tunecinos están planeando campañas de concienciación para establecer políticas más ecológicas en el país.

#### Uganda

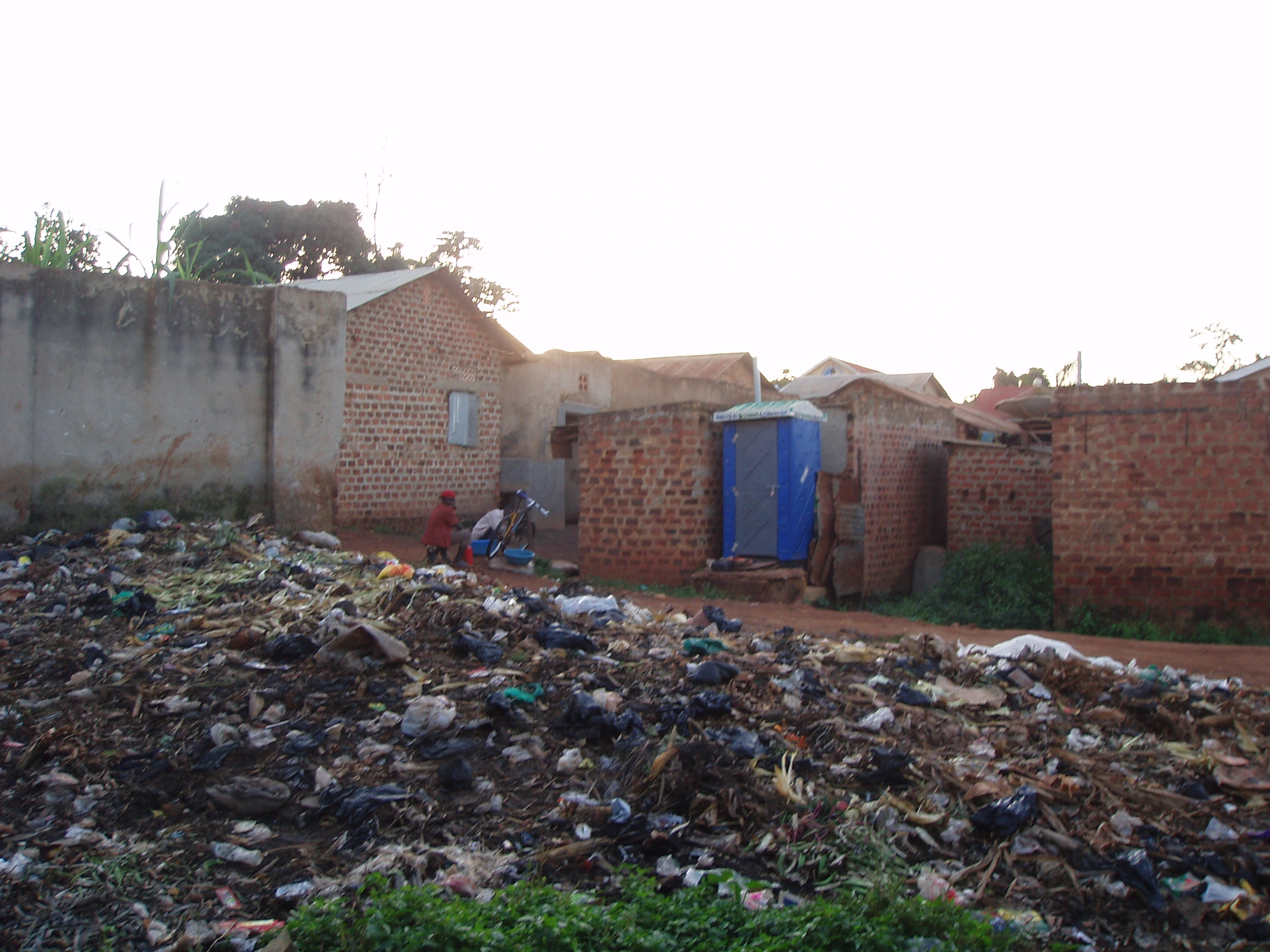
Montón de basura con bolsas de plástico en Kampala, Uganda

Uganda introdujo en 2007 una legislación que prohibía la venta de bolsas de plástico ligeras de menos de 30 µm de grosor y gravaba las bolsas más gruesas con un porcentaje punitivo del 120%. Aunque las leyes entraron en vigor en septiembre de ese año, no se han aplicado y no han conseguido reducir de forma apreciable el uso de bolsas de plástico. La ley no se aplica bien.

### Asia

#### Bangladés
En 2002 se introdujo una prohibición estricta en Bangladés después de que las inundaciones causadas por las bolsas de plástico ensuciadas sumergieran dos tercios del país en el agua entre 1988 y 1998. Las bolsas de plástico siguen siendo un gran problema para el sistema de alcantarillado y los cursos de agua.

#### Camboya
Camboya aprobó una ley para imponer un impuesto sobre las bolsas de plástico en octubre de 2017. Los supermercados cobran ahora a los clientes 400 rieles (10 céntimos de dólar) por cada bolsa de plástico que necesiten.

#### China
El 1 de junio de 2008 se introdujo en China una prohibición total de las bolsas de plástico ultrafinas y una tasa sobre las bolsas de plástico. Esto entró en vigor debido a los problemas de alcantarillado y residuos en general. Una encuesta de 2009 sugiere que el uso de bolsas de plástico se redujo entre un 60 y un 80% en los supermercados chinos, y que se utilizaron 40.000 millones de bolsas menos. Sin embargo, los relatos de primera mano indican claramente que la prohibición ha tenido un éxito limitado, y que el uso de bolsas de plástico sigue siendo frecuente. Los vendedores ambulantes y las tiendas más pequeñas, que constituyen una parte importante del comercio minorista en China, no respetan la política, en parte debido a las dificultades para hacer cumplir la prohibición.
El término "contaminación blanca" (en chino simplificado, 白色污染; pinyin, baise wuran, menos a menudo "basura blanca" en chino simplificado, 白色垃圾; pinyin, baise laji) parece ser local en China y posteriormente en el sur de Asia, gozando de mucho menos uso y reconocimiento fuera de la región. Se refiere al color de las bolsas de plástico blancas de la compra, los envases de espuma de poliestireno y otros materiales de color claro que empezaron a aparecer en volumen visible en los campos agrícolas, el paisaje y las vías fluviales a mediados y finales de la década de 1990. Las primeras referencias al término "contaminación blanca" aparecen en el lenguaje oficial al menos desde 1999, cuando el Consejo de Estado impuso las primeras prohibiciones.

##### Hong Kong
Hong Kong prohíbe a los minoristas dar bolsas de plástico de un determinado grosor y de forma gratuita. El 1 de abril de 2015 se implantó en todo Hong Kong una tasa de 50 céntimos sobre las bolsas de plástico. El uso de bolsas de plástico se redujo un 90% tras la introducción de la tasa. Los indicios muestran que Hong Kong está eliminando el uso de bolsas de plástico a un ritmo espectacular.

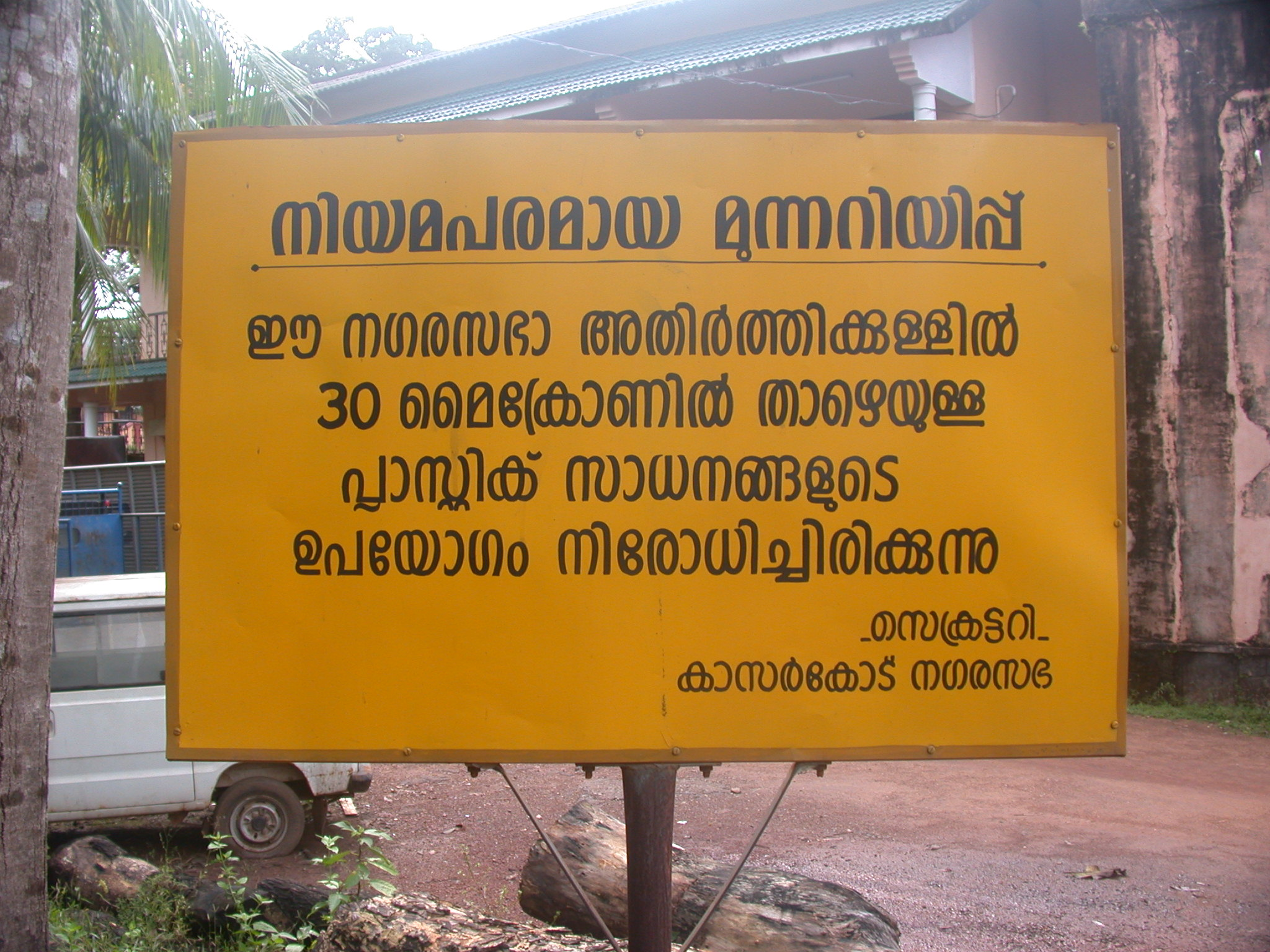
Un cartel que proclama que las bolsas de polietileno de grosor inferior a 30 µm están prohibidas en Kasaragod, Kerala, India.

#### India
En 2002, India prohibió la producción de bolsas de plástico de menos de 20 µm de grosor para evitar que las bolsas de plástico obstruyeran los sistemas municipales de drenaje y para evitar que las vacas de la India ingirieran bolsas de plástico al confundirlas con comida. Sin embargo, su cumplimiento sigue siendo un problema.
El Ministerio de Medio Ambiente, Bosques y Cambio Climático también ha aprobado una normativa para prohibir todas las bolsas de polietileno de menos de 50 micras el 18 de marzo de 2016. Debido a la escasa aplicación de esta normativa, las autoridades regionales (estados y corporaciones municipales) han tenido que aplicar su propia normativa.
En 2016, Sikkim, el primer estado totalmente ecológico de la India, prohibió el uso no solo de botellas de agua potable envasadas en cualquier reunión o acto gubernamental, sino también de envases de alimentos fabricados con espuma de poliestireno en todo el estado.
Himachal Pradesh fue el primer estado en prohibir las bolsas de plástico de menos de 30 µm. El estado de Karnataka se convirtió en el primero en prohibir todas las formas de bolsas de plástico, pancartas de plástico, banderas de plástico, platos de plástico, vasos de plástico, cucharas de plástico, películas adhesivas y láminas de plástico para extender en las mesas de comedor, independientemente de su grosor, incluidos los artículos mencionados fabricados con termacol y plástico que utiliza microperlas de plástico. El estado de Goa ha prohibido las bolsas de hasta 40 µm de grosor, mientras que la ciudad de Mumbai prohíbe las bolsas con un grosor mínimo de 50 µm.
El Gobierno estatal de Maharashtra prohibió el plástico a partir del 23 de junio de 2018. El Gobierno del estado de Tamil Nadu también prohibió el plástico a partir del 1 de enero de 2019.

#### Indonesia
A partir de 2016, el Ministerio de Medio Ambiente obligó a los minoristas de 23 ciudades del archipiélago (minimercados, hipermercados y supermercados) a cobrar a los consumidores por las bolsas de plástico entre 200 y 5.000 rupias por cada bolsa, incluidas las de plástico degradable. Y el dinero procedente del impuesto es utilizado por los minoristas como fondos públicos para la gestión de residuos junto con las organizaciones no gubernamentales.
La isla de Bali prohibió las bolsas de plástico de un solo uso, las pajitas y la espuma de poliestireno a partir de julio de 2019. Otras ciudades importantes, como Yakarta, Surabaya, Bandung, Semarang y Bogor, también han prohibido desde entonces las bolsas de plástico de un solo uso, especialmente en los comercios modernos.

#### Israel
Desde enero de 201, los grandes minoristas están obligados a cobrar a los consumidores por las bolsas de plástico con asa, a 0,10 NIS por cada bolsa. Los ingresos fiscales se destinarán a financiar programas públicos de gestión de residuos. El uso medio de bolsas de plástico en Israel en 2014 fue de 275 por persona y año. Cuatro meses después de la entrada en vigor de la ley, el número de bolsas de plástico desechables distribuidas por los minoristas sujetos a la ley se había reducido en un 80%.

#### Filipinas
Filipinas es el tercer país del mundo que más contamina los océanos, a pesar de una ley de gestión de residuos que entró en vigor hace 18 años. Los esfuerzos por regular los plásticos se han visto obstaculizados por la corrupción, la falta de voluntad política y la proliferación y amplia accesibilidad de los productos de plástico de un solo uso.
En 2010, Muntinlupa se convirtió en el primer gobierno local de la Región de la Capital Nacional en prohibir las bolsas de plástico y la espuma de poliestireno en las tiendas. Le siguieron las medidas de las ciudades de Las Piñas (2 de enero de 2012), Pasig (1 de enero de 2012), Quezon City (1 de septiembre de 2012, bolsas de pago), Pasay (1 de septiembre de 2012, bolsas de pago) y Makati (30 de junio de 2013).
Entre las ciudades de Metro Manila que han retrasado la imposición de normas y prohibiciones se encuentran Taguig, Caloocan, Malabon, Valenzuela, Navotas, San Juan y Parañaque, que albergan cientos de empresas de fabricación de plásticos y caucho. En una de las ciudades, la familia de un alcalde posee un complejo de 60 hectáreas "Plastic City Industrial".
El 4 de julio de 2019 el senador Francis Pangilinan presentó un proyecto de ley que busca eliminar gradualmente los productos de plástico de un solo uso, prohibiendo la importación, la fabricación y el uso en establecimientos, tiendas, mercados y minoristas de alimentos.

#### Taiwán
En enero de 2003 Taiwán prohibió la distribución gratuita de bolsas de plástico ligeras. La prohibición impedía a los propietarios de grandes almacenes, centros comerciales, hipermercados, tiendas de conveniencia, restaurantes de comida rápida y restaurantes normales ofrecer bolsas de plástico gratuitas a sus clientes. Muchas tiendas han sustituido el plástico por cajas de papel reciclado. Sin embargo, en 2006, la administración decidió empezar a permitir que los operadores de servicios de alimentación ofrecieran bolsas de plástico gratuitas. En febrero de 2018 Taiwán anunció sus planes de prohibir las bolsas de plástico en distintos grados: prohibición de su uso en las tiendas en 2019, prohibición de que ciertas tiendas ofrezcan bolsas desde 2020, aumento de los precios a partir de 2025 y, a continuación, prohibición general de las bolsas de plástico de un solo uso en 2030, así como de los utensilios y recipientes de un solo uso.

### Europa

#### Unión Europea
En noviembre de 2013 la Comisión Europea publicó una propuesta destinada a reducir el consumo de bolsas de plástico ligeras (con un grosor inferior a 50 micras). Según esta, los Estados miembros de la UE pueden elegir las medidas más adecuadas para desalentar el uso de bolsas de plástico. El 29 de abril de 2015, el Parlamento Europeo aprobó la Directiva 2015/720 para reducir el uso de bolsas de plástico en un 50% para 2017 y en un 80% para 2019.

#### Dinamarca
En 2003 Dinamarca introdujo un impuesto sobre los comercios que daban bolsas de plástico. Esto animó a las tiendas a cobrar por las bolsas de plástico e impulsó el uso de bolsas reutilizables. Se cree que así se ahorró un 66% de las bolsas de plástico y papel. En 2004, el Inatsisartut de Groenlandia aprobó una ley similar que aplicaba un impuesto de reciclaje a las bolsas de plástico. En 2014 Dinamarca tenía el menor uso de bolsas de plástico de Europa, con 4 bolsas por persona y año, frente a las 466 de Portugal, Polonia y Eslovaquia.

#### Alemania
Desde 2022 Alemania prohíbe todos los plásticos de un solo uso, incluidas las bolsas de la compra.

#### Grecia
El 1 de enero de 2018 se introdujo en Grecia una tasa sobre las bolsas de plástico. Inicialmente las bolsas costaban 4 céntimos cada una, que luego se incrementaron a 7 céntimos el 1 de enero de 2019.

#### Irlanda
Irlanda introdujo un impuesto de 0,15 euros en marzo de 2002. Este impuesto, aplicado a los consumidores en el punto de venta, hizo que el 90% de los consumidores utilizaran bolsas de larga duración en el plazo de un año. Este impuesto se orientó a cambiar el comportamiento de los consumidores, al tiempo que les permitía elegir si querían pagar una tasa adicional por las bolsas de plástico. El impuesto se aumentó a 0,22 euros en 2007. Los ingresos se destinan a un Fondo de Medio Ambiente, que se utiliza para proyectos medioambientales; ésta es una de las principales razones por las que los consumidores apoyan este impuesto. Se realizó un estudio para analizar la respuesta de los consumidores al impuesto en la caja y el 60% se mostró neutral ante el coste, mientras que el 14% de los encuestados se mostró "positivo" ante el recargo y el 26% respondió negativamente.

#### Moldavia
El Parlamento moldavo aprobó una ley que iniciaba gradualmente la eliminación de las bolsas de plástico a partir de enero de 2019, entrando la prohibición total en vigor el 1 de enero de 2021.

#### Países Bajos
El 1 de enero de 2016 los Países Bajos aplicaron una amplia prohibición de las bolsas de plástico gratuitas para la compra. Esta tiene un pequeño número de excepciones para los productos alimentarios sin envasar que están expuestos a una posible contaminación, como la fruta fresca. El precio objetivo de una bolsa de plástico es de 0,25 euros.

#### Polonia
El 1 de enero de 2018 se introdujo en Polonia una tasa de reciclaje de plástico. Las bolsas de plástico de un solo uso cuestan un mínimo de 0,25zł (IVA incluido), aunque las tiendas pueden cobrar una cantidad mayor. El Gobierno polaco estimó que la tasa aportaría 1.100 millones de złoty al presupuesto del Estado en 2018, además de unos 250 millones de złoty de ingresos por IVA recaudados por la venta de las bolsas.

#### Portugal
Portugal ha aplicado un impuesto sobre las bolsas de plástico de 10 céntimos de euro a las bolsas de un solo uso, lo que ha permitido reducir su uso en un 90%. Sin embargo, muchos minoristas empezaron a vender bolsas de plástico más gruesas (reutilizables), que no están sujetas al impuesto, por el mismo importe. Antes de que el Gobierno portugués aplicara este impuesto sobre las bolsas de plástico, algunos supermercados de Portugal ya habían aplicado una tasa de 2 céntimos de euro por cada bolsa de plástico. En la isla de Madeira, donde los supermercados aplicaron esta tasa sobre las bolsas, se produjo una reducción del 64% en el consumo de bolsas de plástico.

#### Rumanía
En 2006, en Rumanía, se introdujo una ley (ley 578/2006) -que luego se modificó en 2011 (ley 1032/2011)- que puso un impuesto obligatorio a las bolsas de plástico no biodegradables. Una modificación en 2011 redujo el impuesto sobre las bolsas de plástico y fue considerada por algunos como un paso atrás en la protección del medio ambiente. Las bolsas de plástico ligeras se prohibieron el 1 de enero de 2019.

#### Serbia
Serbia aplica un impuesto a los fabricantes e importadores de bolsas de plástico y desde 2019 ha introducido la prohibición de las bolsas de plástico ligeras y una tasa sobre las bolsas biodegradables con la intención inicial de reducir el uso de bolsas a menos de 90 por persona. Los principales supermercados comenzaron a cobrar 2 dinares por bolsa en 2018.

#### España
España introdujo una tasa sobre las bolsas de plástico el 1 de julio de 2018. Cataluña tiene una tasa sobre las bolsas desde abril de 2017.

#### Suiza
En 2016 las dos mayores cadenas de supermercados de Suiza, la Federación de Cooperativas Migros y Coop, anunciaron que dejarían progresivamente de distribuir bolsas de plástico gratuitas (en la caja). Ambos distribuidores anunciaron que no ganarían dinero con las bolsas de pago, sino que los beneficios de su venta se invertirían en proyectos medioambientales.
Migros probó previamente la medida en el cantón de Vaud a partir de 2013: redujeron el número de bolsas de plástico distribuidas en un noventa por ciento (y ahorraron 100.000 francos al año). Migros fue el primero en introducir la medida en todo el país, el 1 de noviembre de 2016 (las bolsas se fabricaban con plástico reciclado y costaban 0,05 francos suizos cada una). Coop, por su parte, introdujo esta medida en 2017.

#### Reino Unido
La Ley de Cambio Climático de 2008 sirvió de marco legislativo para la regulación de las bolsas de plástico en el Reino Unido.
En mayo de 2021 se anunció que la tasa de las bolsas de plástico de un solo uso en el Reino Unido se duplicaría de 5 a 10 céntimos a partir del 21 de mayo de 2021.

##### Gales
Gales introdujo una tasa mínima legal de 5 peniques para casi todas las bolsas de un solo uso en octubre de 2011. Las bolsas de papel y biodegradables están incluidas en la tasa, así como las bolsas de plástico, con solo algunas exenciones específicas, como las de los alimentos sin envasar o los medicamentos suministrados con receta del NHS. El Gobierno recauda el IVA de la tasa. Los minoristas deben destinar el resto de la recaudación a organizaciones benéficas. Las estadísticas de julio de 2012 publicadas por el Gobierno galés indicaban que el uso de bolsas en Gales se había reducido en un 96% desde la introducción de la tasa.

##### Irlanda del Norte
Irlanda del Norte introdujo una tasa de 5 peniques sobre casi todas las bolsas de un solo uso el 8 de abril de 2013. La tasa se amplió a las bolsas reutilizables con un precio de venta al público inferior a 20 peniques a partir del 19 de enero de 2014, ya que los datos de varios minoristas indicaban que las ventas de bolsas reutilizables habían aumentado un 800% desde la introducción de la tasa sobre las bolsas de un solo uso. Los ingresos de la tasa (4,17 millones de libras en 2013/14) se pagan al Departamento de Medio Ambiente y se utilizan para financiar proyectos medioambientales locales y hacer cumplir la tasa. Las estadísticas oficiales de la tasa de Irlanda del Norte muestran que el número de bolsas de un solo uso dispensadas descendió de unos 300 millones en 2012/13 a 84,5 millones en 2013/14, lo que supone una reducción del 72%.

##### Escocia
El 20 de octubre de 2014 entró en vigor en Escocia una tasa mínima de cinco peniques para las bolsas de un solo uso. Se promulgó como un instrumento legal en virtud de la Ley de Cambio Climático (Escocia) de 2009, y no como una ley de ámbito británico. Los minoristas pueden utilizar los ingresos de la tasa como consideren oportuno, aunque se les anima a comprometerse a donar los ingresos a "buenas causas". La tasa no es exclusiva de las bolsas de plástico, e incluye las bolsas biodegradables, como las de papel. Quedan exentas de la tasa las bolsas para alimentos sin envasar, semillas sueltas, productos contaminados por la tierra, hachas, cuchillos o cuchillas; medicamentos o aparatos médicos; pescado, carne o aves de corral pequeños y envasados; animales acuáticos; compras realizadas en zonas restringidas de seguridad de los aeródromos; o productos comprados a bordo de un barco, tren, avión, autocar o autobús.

##### Inglaterra
Inglaterra fue el último país del Reino Unido en adoptar la tasa de 5 peniques, que entró en vigor el 5 de octubre de 2015. Antes de la introducción de la normativa sobre bolsas de plástico, varios minoristas participaron en acciones voluntarias para reducir el consumo de bolsas de plástico.
A diferencia del resto del Reino Unido, la tasa inglesa no se aplica a las bolsas de papel ni a las fabricadas con otros materiales naturales. Al igual que en el resto de países, el IVA recaudado por las ventas será cobrado por el Gobierno. Los minoristas pueden elegir el destino del dinero recaudado por las ventas de bolsas. El Gobierno publica anualmente información sobre el sistema, animando a los minoristas a donar los ingresos a organizaciones benéficas.
En los primeros 6 meses, se utilizaron 640 millones de bolsas de plástico en siete grandes supermercados de Inglaterra, recaudando 29,2 millones de libras para buenas causas. Inglaterra informó de que había distribuido 600 millones de bolsas de un solo uso durante el primer semestre de aplicación de la tasa, 7.000 millones menos de las que se distribuyeron en 2014. Una evaluación longitudinal de la tasa inglesa sobre las bolsas de plástico reveló que la tasa tuvo un efecto positivo en todos los grupos demográficos, con una reducción de las bolsas de plástico de un solo uso entre todos los grupos de ingresos, todos los grupos de edad y tanto los hombres como las mujeres. Además, el estudio descubrió que el apoyo público a la tasa sobre las bolsas de plástico aumentó tan solo un mes después de su introducción, y que las personas que aumentaron su apoyo a la tasa sobre las bolsas también eran más propensas a aumentar su apoyo a otras políticas destinadas a reducir los residuos de plástico, lo que sugiere un efecto de "derrame" para el apoyo a la política.
Para fomentar el crecimiento de nuevas empresas en Inglaterra, los minoristas con menos de 250 empleados están exentos de la tasa. Quienes se oponen a la exención de los pequeños minoristas argumentan que esta exención disminuye el impacto medioambiental de la tasa. En respuesta a estas críticas, el gobierno británico ha anunciado planes para ampliar la tasa a todos los minoristas y duplicar la tasa a 10 peniques, lo que se espera que entre en vigor en abril de 2021.

### América del Norte

#### Bahamas
El gobierno de Bahamas prohibió los plásticos de un solo uso (incluidas las bolsas de plástico ligeras) en 2020, tras una campaña del Movimiento del Plástico de Bahamas (BPM), una organización medioambiental sin ánimo de lucro, que utilizó la investigación basada en la ciencia ciudadana, la educación pública y las campañas juveniles para presionar al gobierno.

#### Canadá
En marzo de 2007, la pequeña ciudad de Leaf Rapids (Manitoba) se convirtió en la primera comunidad de Norteamérica en prohibir las bolsas.
El 6 de junio de 2012, el Ayuntamiento de Toronto votó a favor de prohibir las bolsas de plástico a partir del 1 de enero de 2013 y de suprimir la tasa de cinco céntimos sobre las bolsas a partir del 1 de julio de 2012. Los grupos industriales consiguieron incluir un periodo de gracia entre el 1 de enero de 2013 y el 30 de junio de 2013, en el que no se pudieron imponer multas, sino sólo advertencias. La prohibición de las bolsas y la tasa de cinco centavos (seis centavos con los impuestos) fueron anuladas a partir del 28 de noviembre de 2012 y depende de cada comercio si quiere cobrar por las bolsas de plástico. La mayoría de los comercios, con la excepción de algunos minoristas nacionales, no cobran.
El gobierno canadiense tenía previsto prohibir los plásticos de un solo uso a partir de 2021. La lista de artículos que se prohibirían incluía pajitas de plástico, bastoncillos de algodón, agitadores, platos, cubiertos y palos de globo. Sin embargo, debido a los problemas económicos derivados, esta prohibición no entrará en vigor hasta finales de 2022.

#### Guatemala
Algunos municipios de Guatemala han prohibido las bolsas de plástico, como San Pedro La Laguna, Acatenango, Villa Canales, San Miguel Petapa y Totonicapán.

#### Jamaica
El 17 de septiembre de 2018, el gobierno de Jamaica anunció la prohibición total de la importación, fabricación, distribución y uso de bolsas de plástico de un solo uso a partir del 1 de enero de 2019.

#### México
Las bolsas de plástico están prohibidas en los siguientes estados: Baja California, Ciudad de México, Colima, Durango, Hidalgo, Michoacán, Morelos, Nayarit, Nuevo León, Oaxaca, Querétaro, Quintana Roo, Sonora, Tabasco, Veracruz, Yucatán y Zacatecas.

#### Panamá
La Asamblea de Panamá ha aprobado legislación que prohíbe las bolsas de plástico. La ley se aprobó en 2018 y entró en vigor el 20 de julio de 2019, mientras que los mayoristas tenían hasta enero de 2020 para eliminar gradualmente sus existencias.

#### Estados Unidos

Eliminación de las bolsas de plástico ligeras en los Estados Unidos (las leyes en GU, ME, NY, VT están aprobadas, pero aún no se muestran en el mapa) Prohibición de las bolsas de plástico
Una tasa sobre algunas bolsas de plástico
Tasa parcial o prohibición (a nivel de condado o municipio)

En los Estados Unidos no existe una tasa o prohibición nacional de bolsas de plástico. Sin embargo, los estados de California, Connecticut (julio de 2021), Delaware (2021), Hawái (de facto), Maine (enero de 2021), Nueva Jersey (mayo de 2022), Nueva York, Oregón, Vermont (julio de 2020) y Washington (2021) y los territorios de Samoa Americana, Guam (2021), Islas Marianas del Norte y Puerto Rico han prohibido las bolsas de plástico desechables.
En septiembre de 2018 alrededor de 350 condados y municipios habían promulgado ordenanzas que imponían una cuota a las bolsas de plástico o las prohibían directamente, incluidos todos los condados de Hawái. Otros intentos de prohibir bolsas de plástico en todo el estado (por ejemplo en Massachusetts, aunque a agosto de 2019 122 ciudades y pueblos en el estado lo han hecho) no han tenido éxito principalmente debido a los grupos de presión de la industria plástica. Unas pocas jurisdicciones han optado por implementar un enfoque de reducción de bolsas como Connecticut, Washington D. C. y el condado adyacente de Montgomery, Maryland. Algunos estados de EE. UU., como Florida y Arizona, han aprobado leyes que impiden que los municipios locales aprueben sus propias prohibiciones.

### Oceanía

#### Australia

Prohibiciones de bolsas de plástico en los estados y territorios australianos Prohibición en vigor (Australia Meridional, Territorio del Norte, Territorio de la Capital Australiana, Tasmania, Queensland, Victoria y Australia Occidental)
No hay prohibición (Nueva Gales del Sur)

Aunque no existe una prohibición nacional de las bolsas ligeras, están prohibidas en todos los estados y territorios excepto en Nueva Gales del Sur (donde la prohibición entra en vigor el 1 de junio de 2022). Coles Bay, Tasmania fue el primer lugar en Australia en prohibir bolsas de plástico ligeras. La introducción del programa "Zero Waste" en Australia del Sur llevó a su prohibición de bolsas ligeras en octubre de 2008. Se estima que se ahorran 400 millones de bolsas cada año. Australia occidental y Queensland los prohibieron en julio de 2018 y Victoria introdujo una prohibición en noviembre de 2019.
En Australia se utilizaron 6.000 millones de bolsas de HDPE en 2002. El uso se redujo a 5.600 millones en 2004 y 3.900 millones en 2007.
Después del dos supermercado más grande las cadenas en Australia prohibieron solas-utilizar plástico grocery bolsas, el consumo de las bolsas plásticas en Australia pasaron por 80% en tres meses.

#### Nueva Zelanda
En 2018, el gobierno laborista se comprometió a eliminar gradualmente las bolsas de plástico de uso único dentro de un año. Nueva Zelanda es uno de los mayores productores de residuos urbanos del mundo desarrollado per cápita, según datos de la OCDE. La primera ministra Jacinda Ardern y el ministro de Medio Ambiente Asociado Eugenie Sage hicieron el anuncio el 10 de agosto de 2018. El 18 de diciembre del mismo año el gobierno anunció la prohibición de todas las bolsas de plástico, incluidas las bolsas biodegradables, compostables y oxobiodegradables, que tengan asas con un espesor inferior a 70 micras a partir del 1 de julio de 2019. Los minoristas que no cumplen con los requisitos pueden enfrentarse a multas de hasta 100.000 dólares neozelandeses (unos 61.000 €)

### Sudamérica

#### Argentina
En 2012, el gobierno de la ciudad de Buenos Aires permitió a los supermercados cobrar por las bolsas de plástico para desalentar su uso, lo que se dice que redujo su uso en un 50%. En 2016 la ciudad anunció una prohibición total de la distribución de bolsas de plástico en supermercados e hipermercados, a partir del 1 de enero de 2017.
En 2009 el Gobernador de la Provincia de Buenos Aires, Daniel Scioli, aprobó la Ley 13868, que ordenaba que a finales de ese año, todas las bolsas de plástico no biodegradables se eliminaran progresivamente en favor de los materiales degradables.
Otras provincias como Neuquén, Chubut, Río Negro y ciudades como Rosario, Villa Gesell o Bariloche ya habían prohibido la distribución de bolsas de plástico en los supermercados.

#### Chile
En mayo de 2018 la Cámara de Representantes votó a favor de una eliminación gradual de las bolsas de plástico de los minoristas de todo el país. En agosto de 2018 la legislación fue aprobada por el Congreso y el presidente, haciendo de Chile el primer país latinoamericano en prohibir las bolsas de plástico. A partir del 3 de agosto de 2018 cada compra podría ir acompañada de no más de dos bolsas de plástico. Con arreglo a la legislación, seis meses después, los supermercados y las grandes empresas minoristas no estaban autorizados a proporcionar bolsas de plástico, y el 3 de agosto de 2020 la prohibición total también comenzó a aplicarse a las pequeñas empresas. La ministra de Medio Ambiente, Carolina Schmidt, dijo que se cree que la ley eliminó el uso de miles de millones de bolsas de plástico.
Antes de la prohibición nacional existían normas similares a nivel regional. A partir de 2017 unos 80 municipios ya restringieron la distribución de bolsas de plástico, mientras que algunas zonas costeras y lacustres habían prohibido por completo las bolsas de plástico.

#### Colombia
A partir de 2015 Colombia planeó reducir el uso de bolsas de plástico en un 80% para el año 2020 y eliminar su uso para el año 2025. El 29 de abril de 2016 el Ministerio de Medio Ambiente aprobó una resolución que prohibía las bolsas de plástico de menos de 30 cm por 30 cm.
A partir del 1 de julio de 2017 el Gobierno de Colombia ha aplicado un impuesto de 20 pesos por bolsa de plástico, con un aumento anual previsto de 10 pesos por bolsa hasta 2020.
Un desafío ha sido el plástico de uso único que acompaña el suministro de alimentos y restaurantes; estos servicios fueron de gran demanda durante la pandemia de coronavirus del 2020.

#### Uruguay
En 2018, el Parlamento uruguayo aprobó la ley N.º 19655 que prohibía la producción, importación y comercialización de todas las bolsas de plástico de uso único no biodegradables en todo el país. Desde el 1 de julio de 2019 solo se permite el uso comercial de bolsas biodegradables, con un impuesto de 4 pesos por bolsa. Según las agencias gubernamentales, pocos días después de la aprobación de la ley, el uso de bolsas de plástico cayó un 80%, lo que marca un gran éxito para la regulación.